# Bernie Nolan
Bernadette Therese Nolan, mais conhecida como "Bernie Nolan" (Dublin, 17 de outubro de 1960 – Surrey, 4 de julho de 2013),  foi uma cantora, atriz e apresentadora de televisão irlandesa. Ex-vocalista do The Nolans.
Nolan morreu vítima de câncer, diagnosticado em 2010.